# Bone Cruncher
Bone Cruncher is een computerspel dat werd uitgegeven door Superior Software. Het kwam in 1987 uit voor de Amiga, BBC Micro, Commodore 64 en Electron. Het spel is een Boulder Dash-variant. 

## Platforms
| Jaar | Platform                                 |
| ---- | ---------------------------------------- |
| 1987 | Amiga, BBC Micro, Commodore 64, Electron |

## Ontvangst
| Beoordeeld door                       | Jaar | Platform     | Score |
| ------------------------------------- | ---- | ------------ | ----- |
| ACE (Advanced Computer Entertainment) | 1988 | Amiga        | 95%   |
| ACE (Advanced Computer Entertainment) | 1988 | Commodore 64 | 94%   |
| ACE (Advanced Computer Entertainment) | 1988 | Commodore 64 | 92%   |
| ACE (Advanced Computer Entertainment) | 1988 | BBC Micro    | 92%   |
| ACE (Advanced Computer Entertainment) | 1988 | Amiga        | 92%   |
| ASM (Aktueller Software Markt)        | 1988 | Commodore 64 | 70%   |
| Power Play                            | 1988 | Amiga        | 55%   |
| Computer and Video Games (CVG)        | 1988 | Commodore 64 | 50%   |